# Hendrik IV van Limburg
Hendrik IV van Limburg (rond 1200 - 25 februari 1246) was de stichter van het Limburgse Huis in het graafschap Berg in het Rooms-Duitse Rijk. Hij was zowel graaf van Berg (1225-1246), via zijn vrouw Irmgard van Berg, als hertog van Limburg (1226-1246) via zijn vader. De unie van Limburg en Luxemburg, zoals deze bestond bij zijn vader, Walram III van Limburg, ging verloren aangezien zijn jongere stiefbroer Hendrik de Blonde graaf van Luxemburg werd en Hendrik dus het stamland Limburg kreeg. Hendrik werd heer van Monschau (1221-1226) dankzij zijn moeder.

## Familie
Hendrik was de oudste zoon van hertog Walram III van Limburg, tevens graaf van Luxemburg, met zijn eerste vrouw Cunegonde van Lotharingen. Zijn opvoeding was gericht op het toekomstig bestuur in het stamland Limburg. Hij huwde in 1217 met Irmgard van Berg, de erfprinses van het graafschap Berg, een graafschap gelegen aan de rechteroever van de Rijn. In 1218 sneuvelde zijn schoonvader Adolf III op kruistocht. Noch zijn vrouw noch hijzelf kregen het bestuur van Berg te pakken. Prins-bisschop Engelbert van Keulen bestuurde Berg ondertussen al tijdens de kruistocht van Adolf III, en bleef zitten op de troon van Berg. Hendrik verwierf de heerlijkheid Monschau (1221), gelegen net buiten het hertogdom Limburg.

## Graaf van Berg
Na de moord op Engelbert van Keulen (1225) eigende Hendrik zich het bestuur van Berg toe. De Limburger begon hierop een jarenlange oorlog tegen graaf Adolf I van der Mark. Deze laatste zat in een dynastiek gevecht met familieleden van Mark verwikkeld omwille van een fusie van graafschappen. Deze fusie leidde bovendien naar een constant conflict met de Keulse aartsbisschoppen, die zich bemoeiden met de vechtende adel. Deze gevechten vormden de essentie van Hendriks beleid in Berg.

## Ook hertog van Limburg
Na de dood van zijn vader, Walram III van Limburg (1226), werd Hendrik hertog van Limburg. Hij gaf Monschau door aan zijn broer Walram van Limburg (gestorven 1242). In de jaren 1228-1229 was hij een van de legeraanvoerders op de Zesde Kruistocht. De Rooms-Duitse keizer Frederik II, wiens politiek Hendrik steeds steunde, bereikte Jeruzalem. Na zijn terugkeer in het Rijnland herbegon Hendrik de oorlogen, dit maal tegen de prinsbisschop van Luik en tegen Koenraad van Hochstaden, prins-aartsbisschop van Keulen. Hij reisde tweemaal naar koning Hendrik III van Engeland, om het huwelijk van keizer Frederik II te regelen. Naar het einde van zijn leven was Hendrik bereid tot het sluiten van vredesakkoorden.

## Erfopvolging
Hendrik stierf in 1246 op een onbekende plaats. Zijn twee vorstendommen werden verdeeld tussen zijn twee zonen. Zijn oudste zoon Adolf IV (circa 1220 - 1259) koos voor Berg, met al haar machtspolitiek aan de Rijn; zijn jongste zoon Walram IV (-1279) koos voor het oude (en kleine) stamland Limburg.

Wapen van het Hertogdom Limburg, met de twee leeuwenstaarten (sinds 1221) wat voor vader Walram de unie betekende van Limburg en Luxemburg
Het nieuwe Huis Limburg aan de macht in het graafschap Berg zou haar sporen nalaten in het wapenschild van Berg